# Cantó de La Rochelle-3
El cantó de La Rochelle-3 és un cantó francès del departament del Charente Marítim, situat al districte de La Rochelle. Compta amb part del municipi de La Rochelle.
| Data d'elecció                           | Identitat                    | Partit                     | Qualitat |
| ---------------------------------------- | ---------------------------- | -------------------------- | -------- |
| 1973-1976                                | Alain de Lacoste-Lareymondie | CNI, després divers droite |          |
| 1976-1985                                | Jacques Robert               | PS                         |          |
| 1985-1998                                | François Jaume               | RPR                        |          |
| 1998-                                    | Marylise Fleuret-Pagnoux     | PRG                        |          |
| les dades anteriors no són pas conegudes |                              |                            |          |
|                                          |                              |                            |          |